# Dicranota (Rhaphidolabis) rubescens
Dicranota (Rhaphidolabis) rubescens is een tweevleugelige uit de familie Pediciidae. De soort komt voor in het Nearctisch gebied.